# بيدك سهراب (مقاطعة تشرام)
بيدك سهراب (بالفارسية: بیدک سهراب) هي قرية تقع في قسم بشتة ذيلايي الريفي (مقاطعة تشرام) في إيران. يقدر عدد سكانها بـ 53 نسمة بحسب إحصاء 2016.